# 幼形進化
幼形進化（ようけいしんか、英語：pedomorphosis、paedomorphosis、 juvenification）は発生生物学において、祖先の幼体にのみ見られる特徴的な姿で成熟を迎える表現型および遺伝子型の変化である。これは、個体成長の短縮や発育の遅滞によってもたらされ、付加的進化とは逆方向の進化である。幼形進化は1922年にイギリスの動物学者ウォルター・ガースタング（Walter Garstang）が初めて提唱した。その基礎となるメカニズムは異時性（ヘテロクロニー、heterochrony）である。
幼形進化は幾つかの要素が独立に、或いは複合して発現しうる。代表的なものを以下に示す。
- ネオテニー：肉体的（または身体的）に発達を遅らせることにより、結果的に幼体または幼児形のまま性的に成熟する。
- プロジェネシス（早熟、Progenesis）：十分成熟する前に発達が停止する。
- ポストディスプレイスメント（Postdisplacement）：発達の開始を遅らせる。

幼形進化は人間と共存している動物、例えばイヌ・ニワトリ・ブタ・ウシなど数多くの種で見られる。それは、従順さなどのような幼体の行動の特質を利用するための人為選択や品種改良の側面的な影響があると信じられている。動物の権利の廃止論者はこのような現象を不自然だと捉えているが、ネオテニー化は進化の１つの形であり、幼少期の形質には高い学習能力等があり多様な環境では適応的な形質となる。

## 動物相
自然に発生する幼形進化は両生類、特に トラフサンショウウオ科やホライモリ科（Proteidae）のサンショウウオの仲間によく見られる。両生類の中では恒例の、ないしは条件的なものもありうる。例えばサンショウウオには、大人になってもえらを保つものがあり、これは他の両生類には稀である。これらのサンショウウオも過去の時点では、えらを失っていたと考えられるが、進化に有利であるか、あるいは影響を及ぼさないため、いくらかの遺伝子の変化でえらを保持したものと思われる。両生類における幼形進化を示す種の調査の例はアメリカ・オレゴン州のクレーターレイクにおけるブラウンサラマンダー（Northwestern Salamander）の個体数調査がある。 幼形進化はまた、シロアリや数種のゴキブリでも確認される。ボノボも、ネオテニー化したチンパンジーと言われ、攻撃性が低く、学習への欲求が強い。

## 植物相
幼形進化はある植物でも認められ、素早く環境変動に適応するためであると考えられる。一例としてオーストラリアからニュージーランドに達した、より分化した創始者集団であるOreostylidium属のある植物が挙げられる。その花は典型的に特定の1種の送粉者と結び付くが、送粉者はその花に限定されない。この新しい送粉者の圧力の欠如は、その植物が未成熟な状態から急速に性的に成熟する進化を遂げることを可能とし、幼形進化を強めるという仮説がある。